# Station Vlake
Vlake (Vlk) is een voormalig treinstation van de Zeeuwse Lijn tussen station Roosendaal en station Vlissingen. Het station van Vlake was open van 1 augustus 1870 tot 8 oktober 1933. Van 1913 tot 1933 onderhield de PSD een stoomtramlijn Vlake-Hansweert in aansluiting op de veerdienst Hansweert-Walsoorden.
Het station lag bij een lage draaibrug over het Kanaal door Zuid-Beveland. Toen in de jaren '30 het scheepvaartverkeer op het kanaal toenam moest de brug steeds vaker open. Besloten werd om een hogere brug te bouwen. Omdat het niet mogelijk was op de hogere lijn een station te realiseren, werd het station opgeheven. De stoomtramlijn Hansweert-Vlake werd ook opgebroken en vervoer van en naar de veerdienst werd vanaf 1933 met bussen vanaf station Kruiningen-Yerseke gedaan.